# Rene Russo
Rene Marie Russo (n. 17 februarie 1954, Burbank, California, SUA) este o actriță, producătoare și fost model american.
Russo și-a început cariera în anii 1970 ca model, apărând de mai multe ori pe coperțile unor reviste precum Vogue și Cosmopolitan. La sfârșitul anilor 1980, ea a trecut la o cariera în actorie. Ea a devenit cunoscută pentru rolurile jucate într-o serie de thrillere și filme de acțiune cu buget mare din anii '90.
Rene Russo a mai jucat în filme cu supereroi precum Thor (2011) și Thor: The Dark World (2013). În 2014, Russo a jucat în thrillerul Nightcrawler, pentru care a primit critici pozitive și a fost nominalizată la Premiul BAFTA pentru cea mai bună actriță într-un rol secundar. 

## Viața timpurie
Russo s-a născut în Burbank, California, ca fiica lui Shirley (născută Balocca), chelneriță, și Nino Russo, un sculptor și mecanic auto care și-a părăsit familia atunci când Rene avea doi ani. Tatăl ei a fost de origine italiană. Russo a crescut cu mama și sora ei, Toni.

## Filmografie

### Filme de cinema
| An   | Titlu                                  | Rol                      | Note                |
| ---- | -------------------------------------- | ------------------------ | ------------------- |
| 1989 | Indienii din Cleveland                 | Lynn Wells               |                     |
| 1990 | Mr. Destiny                            | Cindy Jo Bumpers/Burrows |                     |
| 1991 | One Good Cop                           | Rita Lewis               |                     |
| 1992 | Freejack                               | Julie Redlund            |                     |
| 1992 | Armă mortală 3                         | Lorna Cole               |                     |
| 1993 | In the Line of Fire                    | Lilly Raines             |                     |
| 1994 | Major League II                        | Lynn Wells               | Cameo               |
| 1995 | Alerta                                 | Robby Keough             |                     |
| 1995 | Get Shorty                             | Karen Flores             |                     |
| 1996 | Tin Cup                                | Molly Griswold           |                     |
| 1996 | Ransom                                 | Kate Mullen              |                     |
| 1997 | Buddy                                  | Gertrude Lintz           |                     |
| 1998 | Armă mortală 4                         | Lorna Cole               |                     |
| 1999 | Aventură în doi                        | Catherine Banning        |                     |
| 2000 | The Adventures of Rocky and Bullwinkle | Natasha Fatale           |                     |
| 2002 | Showtime                               | Chase Renzi              |                     |
| 2002 | Big Trouble                            | Anna Herk                |                     |
| 2005 | Two for the Money                      | Toni Morrow              | Producător executiv |
| 2005 | Yours, Mine & Ours                     | Helen North              |                     |
| 2011 | Thor                                   | Frigga                   |                     |
| 2013 | Thor: The Dark World                   | Frigga                   |                     |
| 2014 | Nightcrawler                           | Nina Romina              |                     |
| 2015 | Frank and Cindy                        | Cindy                    |                     |
| 2015 | The Intern                             | Fiona                    |                     |
| 2017 | Just Getting Started                   | Suzie Quinces            |                     |
| 2019 | Velvet Buzzsaw                         | Rhodora Haze             |                     |
| 2019 | Avengers: Endgame                      | Frigga                   |                     |

### Televiziune
| An        | Titlu | Rol          | Note       |
| --------- | ----- | ------------ | ---------- |
| 1987–1988 | Sable | Eden Kendell | 7 episoade |

## Legături externe
- Rene Russo la Internet Movie Database